# Переяславський археологічний музей
Перея́славський археологі́чний музе́й — перший переяславський краєзнавчий музей.
Внаслідок розграбування та втрати приміщення під час Другої світової війни, згідно з рішенням Ради Міністрів УРСР, перезаснований у 1946 р. як історико-краєзнавчий музей.

## Історія
Становлення колекції майбутнього музею сягає 1907 року, коли князь Горчаков передав зі свого маєтку в Ташані природничо-етнографічну колекцію на потреби Переяславської чоловічої гімназії.
Після революції на основі гімназійної колекції та
експропрійованих речей з поміщицьких садиб був створений краєзнавчий музей. Українське наукове товариство дослідування й охорони пам'яток старовини та мистецтва на Полтавщині у своєму виданні за 1919 р. повідомляло:
|  | При повітовій земській Управі засновано, як окремий відділ, Бюро охорони старовини, культури та мистецтва; завідує Тимошук. Помешкання і приміщення для речей, врятованих від знищення, відведено в будинку духовного училища. Туди між іншим завезено. З Ташані, з маєтку К.А. Горчакова, старовинні меблі, частина бібліотеки, керамічні вироби, бронза і між нею праці Моне, черепи і шкури звірів, гравюри. Друга частина бібліотеки і картини зберігаються в Ташані при школі (при розгромі цього мастку багато речей знищено). З с. Воскресенського, з маєтку насл. І. М. Каневського, вивезено до двох десятків картин і портретів, 2 гобелени, кільканадцять українських килимів, хрусталь і бібліотека. З с. В’юнища, з маєтку насл. С.Н. Ісаєвича гравюри, картини та 2 старовинних запорозьких пушки. |

Першим очільником музею став учитель малювання переяславської гімназії Костянтин Тимошук, а реєстратором став його колишній учень Володимир Заболотний. Імовірно, першопочатково колекція розміщувалась у будівлі колегіуму, але вже в 1922 р. вона знову перебувала в будівлі колишньої гімназії, де нею завідував вчитель краєзнавства А. Й. Козачковський. Пізніше музей отримав власну будівлю по вул. Набережній, але зміни розташування музею продовжувались аж до війни.
У середині 20-х музей перейменували на «Переяславський районовий археологічно-природничий музей», а його наповненням займався переважно А. Й. Козачковський, який розпочав процес обміну малозначних для експозиції артефактів на більш давні, що могли б розширити експозицію та відобразити давню історію міста.
Під час Другої світової війни музейна експозиція була майже знищена, а будівля сильно пошкоджена. Через такий стан музею виконавчий комітет міської ради в 1945 р. ухвалив створити новий районний історичний музей у пристосованому приміщенні (на розі вулиць Києвобрамської та Великої Підвальної).
У 1946 році музей ліквідували, а рішенням Ради Міністрів УРСР у м. Переяславі-Хмельницькому на його базі відкрили новий Переяслав-Хмельницький історико-краєзнавчий музей у трьох кімнатах колишнього будинку А. О. Козачковського.